# Велинов, Стоил
Стоил Велинов — болгарский самбист, серебряный призёр чемпионатов Европы 1974 и 1976 годов, серебряный (1975) и бронзовый (1974) призёр чемпионатов мира. Выступал в лёгкой (до 62 кг) и первой полусредней (до 68 кг) весовых категориях. Также принимал участие в чемпионате мира 1973 года в Тегеране, где занял 4-е место.